# Via Claudia Augusta
Via Claudia Augusta je starodavna  rimska cesta, ki je preko alpskih prelazov Reschen in Fern povezovala dolino reke Pad z glavnim mestom rimske province Retije Augusto Vindelicorum, sedanjim Augsburgom. Graditi jo je začel Neron Klavdij Druz leta 15 pr. n. št. na ukaz cesarja Avgusta. Gradnjo je leta 46/47 n. št. zaključil Druzov sin cesar Klavdij. Del ceste v Avstriji in Bavarski je obnovljen in je od 1990. let priljubljena turistična točka pohodnikov in kolesarjev. 
Mednarodno raziskovalno središče za Vio Claudio je od leta 2007 Arheološko najdišče Giontech v Mezzocoroni v Italiji.

## Zgodovina
Leta 15 pr. n. št. je Avgustov posinovljenec in rimski general Neron Klavdij Druz od svojega očima dobil dobil ukaz, naj posodobi prehode preko Alp, da bodo uporabni za vojsko in bodo omogočali boljši nadzor nad Retijo in Norikom. Gradnjo ceste, ki je bila pred tem uporabna samo za vprežne vozove, je leta 46/47 n. št. zaključil Druzov sin in kasnejši cesar Klavdij. 
Cesta je bila speljana od Ostiglije v Padski nižini do Trenta (Tridentum) in od tam po dolini Adiže na sever do Ponsa Druzi (Druzov most), iz katerega se je kasneje razvil Bolzano/Bozen. Nadaljevala se je do Maie pri Meranu in se preko prelaza Reschen spustila v dolino Inna. Od tam je šla po preko prelaza Fern v dolino Lecha  in po njej o Augsburga. Iz Augsburga se je nadaljevala do Mertingena (Sumuntorium) nedaleč od Donauwörtha na Donavi, kjer se je priključila na takrat pomembno vojaško cesto via militaris iuxta riva danuvii (donavska vojaška cesta) ali krajše via iuxta danuvii (donavska cesta), ki je potekala od zahoda proti vzhodu po južnem bregu Donave.  Sodobni nemški zgodovinarji jo imenujejo Donausüdstrasse. Služila je za varovanje severne meje Rimskega cesarstva, ki je do konca 1. stoletja potekala po Donavi. 
Na trasi Vie Claudie so odkrili dva miljnika. Prvega so našli Rablandu pri Meranu na Južnem Tirolskem. Miljnik je restavriran in razstavljen v bolzanskem mestnem muzeju. Drugega so našli v Cesiomaggiore pri Bellunu. Na obeh je napisana končna postaja ceste Augusta Vindelicorum (sedanji Augsburg). Miljnika kažeta, da se je Vii Claudii pred alpskim prelazom  priključila cesta iz jadranskega pristanišča Altino v beneški laguni. Na poti proti Trentu je prečkala Vio Annio, ki je povezovala Adrijo in Akvilejo, Vio Popilio, ki je povezovala Altinum in Rimini, Vio Aurelio, med Padovo in Feltrami šla skozi  Asolo in prečila Vio Postumio, ki je povezovala Genovo in Akvilejo. Druz je cesto poimenoval "vojaška prometna žila za osvajanja in obrambo". Klavdij je cesto razvil v kulturno in trgovsko žilo s stalnimi vmesnimi postajami, v katerih so bili na razpolago sveži konji. Nekatere postaje so se razvile v pomembna mesta, od drugih pa so ostala samo arheološka najdišča. 
Rimljani so v 2. stoletju zgradili še drugo alpsko cesto čez prelaz Brenner. 

## Kolesarska in pohodniška pot
Via Claudia Augusta je sedaj pomembna kolesarska in pohodniška pot preko Alp. Začne se v Donauwörthu (Nemčija) in se pri Trentu razcepi na dve poti. Prva in zgodovinsko gledano prava se konča v Ostigliji, druga, bolj priljubljena, pa v Benetkah. Pot poteka po trasi:
Donauwörth - Augsburg - Landsberg - Schongau - Füssen - Pflach - Lermoos - Fern Pass - Imst - Starkenbach - Zams -Landeck - Fließ - Prutz - Tösens - Pfunds - Finstermünz - Nauders - Reschen Pass - St. Valentin - Merano - Bolzano/Bozen (Bocen) -Trento - Verona - Ostiglia ali Trento - Feltre - Altino - Benetke.
Pot je dolga približno 500 km. Kolesarji imajo pred prelazoma Ferm in Reschen na razpolago avtobuse, ki jih s kolesi vred prepeljejo preko najbolj zahtevnih delov poti.

## Vir
- H. Bender, Römischer Straßen- und Reiseverkehr, von Zabern, Mainz 2000. ISBN 3-8053-2615-7, ISBN 3-927806-24-2, str. 255–263.